# Ebba Braheskolan

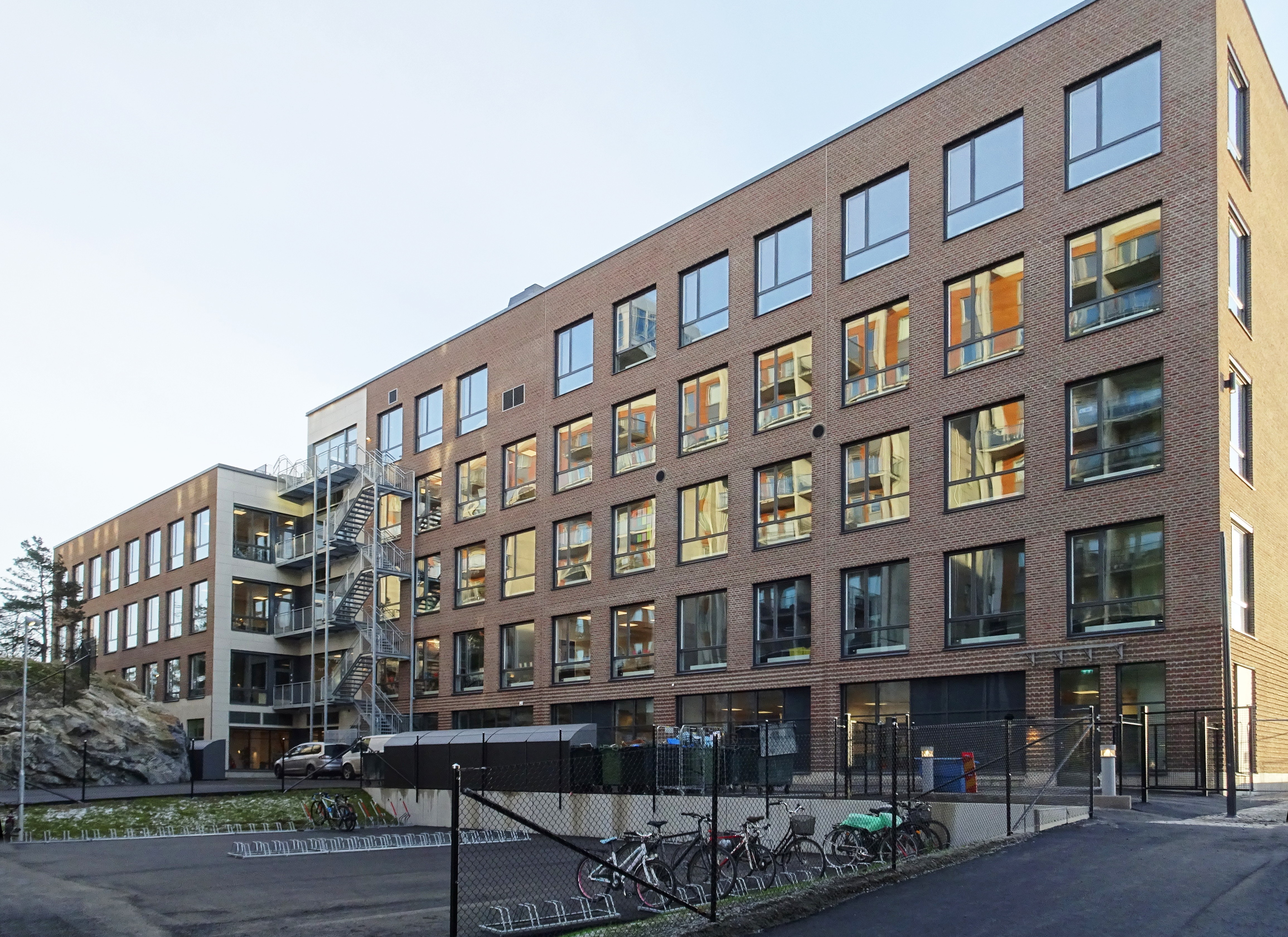
Ebba Braheskolan, fasad mot norr, 2021.

Ebba Braheskolan är en fristående skola belägen vid Kvarnholmsvägen 89–93 på Kvarnholmen i Nacka kommun. Skolan erbjuder undervisning i förskola, grundskola till årskurs 9 och gymnasium.

## Skolbyggnad

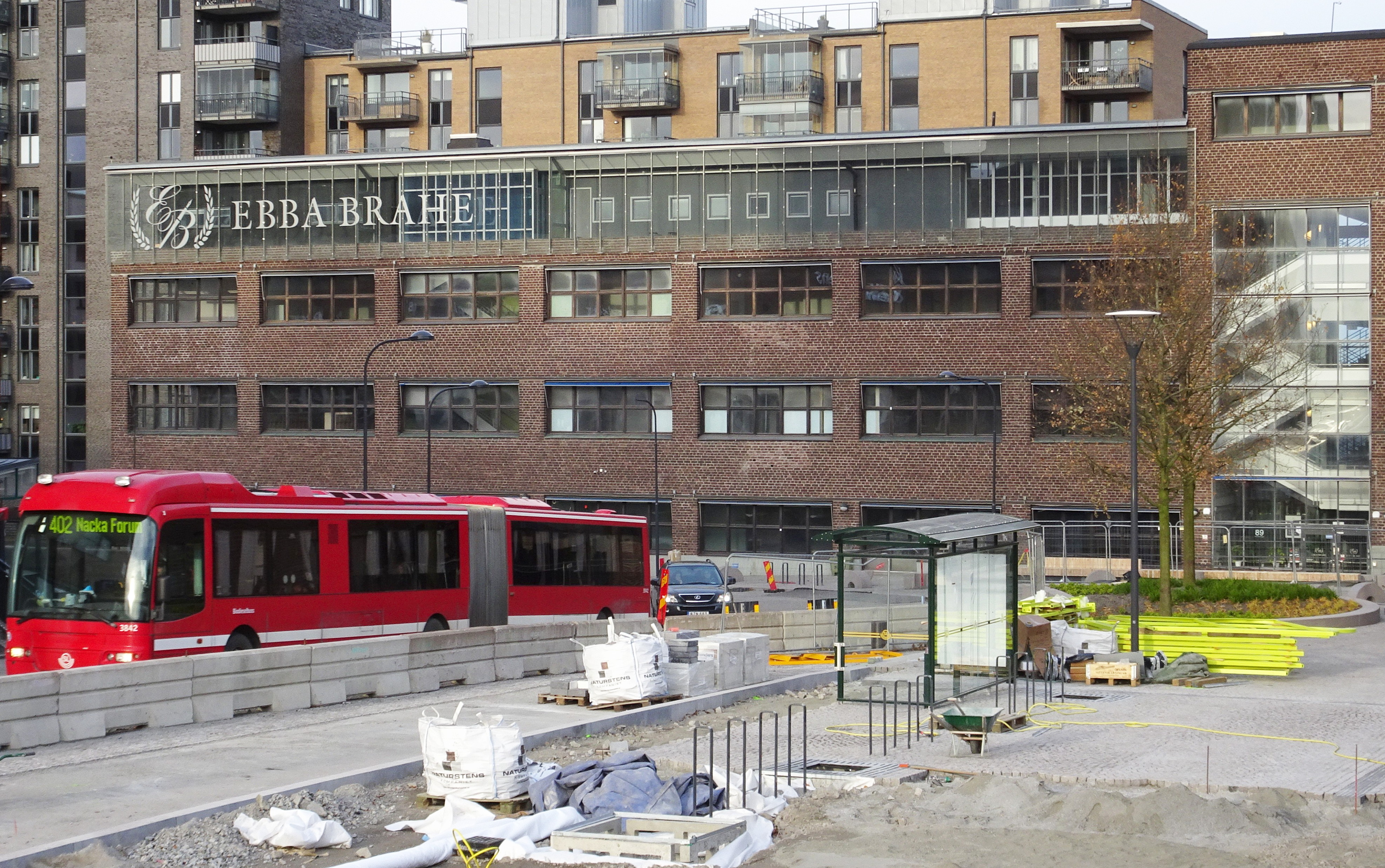
Ebba Brahe i Makaronifabriken, 2021.

Ebba Braheskolans verksamhet bedrevs till en början i före detta Makaronifabriken byggd 1934 efter ritningar av arkitekt Olof Hult. Makaronifabriken var en av flera byggnader som Kooperativa förbundet lät uppförda på Kvarnholmen efter att de tagit över Kvarnen Tre Kronor 1922 och inlett en stor satsning på att bygga ut verksamheten på ön. År 2000 byggdes den gamla fabriken om för att inhysa skolverksamhet för bland annat yrkeshögskolan Nackademin. På hösten 2017 övertogs lokalerna av Ebba Braheskola. 
I anslutning öster om Makaronifabriken tillkom en ny skolbyggnad under åren 2019 till 2021. Anläggningen projekterades av UnitEducation och ritades av arkitekt Tobias Hindersson. I projektet ingick även en fullstor idrottshall som är nedsprängd cirka sju meter i berget. På idrottshallens tak anlades en kombinerad bollplan och skolgård.
Höstterminen 2021 lämnade Ebba Braheskolan Makaronifabriken och flyttade till sina nybyggda lokaler. Ebba Braheskolans förskoleverksamhet kommer till höstterminen 2022 finnas i före detta Disponentvillan som byggdes 1931 för kvarnverksamhetens disponent och gestaltades av arkitekt Olof Thunström i stram funktionalistisk stil. Villan står på en liten kulle strax söder om skolans huvudbyggnader och är sedan 2016 ett lagskyddat byggnadsminne. Fastigheten får ändras varsamt för att inhysa en förskola.

## Verksamhet
Ebba Braheskolan har sitt namn efter hovdamen och grevinnan Ebba Magnusdotter Brahe (1596–1674). Skolan drivs som aktiebolag vilket bildades 2016 och skall bedriva förskola, grundskola och gymnasieskola och därmed förenlig verksamhet. År 2020 hade skolan 55 medarbetare. Under läsåret 2020/2021 besöktes skolan av omkring 480 elever från förskoleklass till och med årskurs 9. Fullt utbyggd kommer Ebba Braheskolan ha omkring 550 elever med två parallellklasser i varje årskurs.
Ebba Brahe Gymnasium har följande program:
- Naturvetenskapsprogrammet – inriktning naturvetenskap
- Ekonomiprogrammet – inriktning ekonomi
- Ekonomiprogrammet – inriktning juridik
- Samhällsvetenskapsprogrammet – inriktning samhällsvetenskap